# Gustaf Johansson (fotbollsspelare)
Gustaf "Bananen" Johansson, även kallad "Tjalle Banan" eller bara "Banan", född 2 maj 1893 i Undenäs socken, död 22 februari 1979, var en svensk fotbollsspelare (halvback) som spelade för Gais.
Johansson kom med i Gais A-lag redan 1911. Han var med och tog SM-guld 1919 och 1922, samt var med och vann Svenska serien 1922/1923. Han hade även flera förtroendeuppdrag inom Gais, och var 1941 med och bildade sällskapet Gamla Gaisare.
Johansson gjorde två A-landskamper för Sverige.